# الدوري الهولندي الممتاز 1936–37
الدوري الهولندي الممتاز 1936–37 (بالهولندية: Nederlands landskampioenschap voetbal 1936/37)‏ هو الموسم 49 من الدوري الهولندي الممتاز. أشرف على تنظيمه الاتحاد الملكي الهولندي لكرة القدم، وكان عدد الأندية المشاركة فيه 50، وفاز فيه أياكس أمستردام.